# Municipio de Elizabeth (condado de Lancaster)
El municipio de Elizabeth (en inglés: Elizabeth Township) es un municipio ubicado en el condado de Lancaster en el estado estadounidense de Pensilvania. En el año 2000 tenía una población de 3.833 habitantes y una densidad poblacional de 84.2 personas por km².

## Geografía
El municipio de Elizabeth se encuentra ubicado en las coordenadas 40°17′00″N 76°17′59″O / 40.28333, -76.29972.

## Demografía
Según la Oficina del Censo en 2000 los ingresos medios por hogar en la localidad eran de $50,720 y los ingresos medios por familia eran de $54,181. Los hombres tenían unos ingresos medios de $39,074 frente a los $26,354 para las mujeres. La renta per cápita de la localidad era de $19,078. Alrededor del 4,4% de la población estaba por debajo del umbral de pobreza.